# Lacuna (diritto)
Una lacuna, in diritto, indica la non previsione di una fattispecie da parte di una norma giuridica. Nella lacuna, dunque, c'è una carenza di norme, a differenza dell'antinomia in cui c'è un eccesso di norme.
In genere si pone attenzione alla lacuna quando la fattispecie rileva per la soluzione di una controversia sottoposta a un giudice, ma essa esiste a prescindere dalla controversia e, del resto, può essere affrontata anche come caso puramente ipotetico, ad esempio in un testo di dottrina.

## Lacune e completezza dell'ordinamento
L'esistenza di lacune è legata ai fattori della completezza dell'ordinamento giuridico: l'idea che questo sia sempre in grado di disciplinare, seppur in modo molto generale e astratto, qualsiasi fattispecie. Secondo costoro quelle che possono sembrare lacune sono, in realtà, null'altro che lacune ideologiche (o assiologiche): non la mancanza di una norma che disciplina la fattispecie ma la mancanza di quella norma che secondo l'interprete dovrebbe disciplinare la fattispecie in base al criterio di giustizia da lui adottato.
La teoria della completezza dell'ordinamento giuridico è tipica del giuspositivismo, soprattutto alle origini, poiché in seguito vari autori, pur appartenenti a questo filone, l'hanno abbandonata. Chi sostiene che la completezza non è un carattere essenziale dell'ordinamento giuridico, ritiene che essa vada semmai considerata un ideale al quale gli ordinamenti tendono, anche grazie alle norme generali di chiusura in essi presenti, e che l'esistenza di vere e proprie lacune normative, oltre a quelle ideologiche, sia inevitabile. 
Del resto possono esistere anche lacune normative provocate dallo stesso ordinamento: sono le lacune tecniche (o teleologiche), che sussistono fino a quando non è stato emanato un atto normativo al quale un altro atto normativo, che si è limitato a disciplinare una fattispecie in modo generale, ha demandando il completamento della disciplina, lasciandogli una certa discrezionalità al riguardo.

## Modi per affrontare le lacune

### Norma generale esclusiva
Si è già accennato alle norme generali di chiusura, presenti negli ordinamenti per affrontare le lacune (oltre che le antinomie). Tra esse va innanzitutto menzionata la norma generale esclusiva (o principio di libertà), secondo la quale sono leciti tutti i comportamenti non vietati da altre norme ("tutto ciò che non è vietato è permesso").
Questa norma, che può essere considerata una generalizzazione dell'argomento interpretativo a contrario, non è di solito enunciata in modo espresso nell'ordinamento ma, secondo molti autori, si può ritenere nondimeno operante per necessità logica. Una sua enunciazione espressa non è contenuta nell'ordinamento italiano, dove la si può desumere dall'articolo 12, primo comma, delle disposizioni preliminari sulla legge in generale del Codice civile (le cosiddette Preleggi).

### Norma generale inclusiva
La norma generale inclusiva è quella che prevede il ricorso all'analogia per affrontare le lacune; può essere considerata una generalizzazione dell'argomento interpretativo a simili. L'analogia può essere di due specie:
- analogia legis, consistente nell'applicare a una fattispecie non regolata la disciplina di un'altra fattispecie, regolata dall'ordinamento, ritenendo che la ratio che ha indotto il legislatore a disciplinare quest'ultima lo avrebbe potuto coerentemente indurre a disciplinare nello stesso modo la prima;
- analogia iuris, consistente nel desumere la disciplina della fattispecie non regolata direttamente dai principi generali dell'ordinamento, quando anche il ricorso all'analogia legis non è possibile.

Nell'ordinamento italiano la norma generale inclusiva è enunciata dall'articolo 12, secondo comma, delle Preleggi. Come ha fatto notare Norberto Bobbio, la norma generale esclusiva e quella inclusiva possono portare a risultati tra loro contraddittori e un ordinamento, come quello italiano, che le abbia entrambe ma manchi di una terza norma che stabilisca quale delle due debba prevalere in questi casi, sarà inevitabilmente incompleto.

### Eterointegrazione
L'analogia opera la cosiddetta autointegrazione dell'ordinamento giuridico, ossia il reperimento al suo interno della disciplina della fattispecie non regolata. In tal senso si contrappone ai metodi che operano la cosiddetta eterointegrazione dell'ordinamento perché per colmare la lacuna:
- rinvengono la disciplina della fattispecie non regolata nelle norme o nei principi di altri ordinamenti (ad esempio, il diritto romano, il diritto canonico o, ammettendone l'esistenza, il diritto naturale);
- ricorrono alla ragione o all'equità;
- attribuiscono al giudice il potere di creare la norma da applicare al caso.

In generale negli ordinamenti di civil law si nota una netta preferenza per l'autointegrazione, mentre gli ordinamenti di common law chiamano il giudice a colmare la lacuna. In questi ultimi, peraltro, la norma creata dal giudice per risolvere il caso può entrare a far parte dell'ordinamento giuridico in virtù del principio dello stare decisis.

### Non liquet
Invece di ricorrere all'autointegrazione o all'eterointegrazione l'ordinamento potrebbe consentire al giudice di astenersi dal giudicare in presenza di una lacuna, pronunciando il cosiddetto non liquet. Una pronuncia del genere, però, se era consentita in ordinamenti del passato, è vietata nella generalità degli ordinamenti statali odierni.